# Mestosoma differens
Mestosoma differens är en mångfotingart som beskrevs av Kraus 1956. Mestosoma differens ingår i släktet Mestosoma och familjen orangeridubbelfotingar. Inga underarter finns listade i Catalogue of Life.